# Personalidade
Personalidade é o conjunto de características psicológicas que determinam os padrões de pensar, sentir e agir, ou seja, a individualidade pessoal e social de alguém, e encapsuladas pelos “Big 5” traços: neuroticismo, extroversão, conscienciosidade, abertura à experiência e amabilidade.  
A formação da personalidade é processo gradual, complexo e único a cada indivíduo. O termo é usado em linguagem comum com o sentido de "conjunto das características marcantes de uma pessoa", de forma que se pode dizer que uma pessoa "não tem personalidade"; esse uso no entanto leva em conta um conceito do senso comum e não o conceito científico aqui tratado.
O presente artigo descreve uma série de características que foram tratadas como componentes da personalidade. Para uma introdução às diferentes teorias que procuram explicar o desenvolvimento e a estrutura da personalidade, ver o artigo Teoria da personalidade.

## Definição
Encontrar uma exata definição para termo personalidade não é uma tarefa simples. O termo é usado na linguagem comum - isto é, como parte da psicologia do senso comum - com diferentes significados, e esses significados costumam influenciar as definições científicas do termo. Assim, na literatura psicológica alemã persönlichkeit costuma ser usado de maneira ampla, incluindo temas como inteligência; o conceito anglófono de personality costuma ser aplicado de maneira mais restrita, referindo-se mais aos aspectos sociais e emocionais do conceito alemão.
Carver e Scheier dão a seguinte definição: "Personalidade é uma organização interna e dinâmica dos sistemas psicofísicos que criam os padrões de comportar-se, de pensar e de sentir característicos de uma pessoa". Esta definição de trabalho salienta que personalidade:
- é uma organização e não uma aglomerado de partes soltas;
- é dinâmica e não estática, imutável;
- é um conceito psicológico, mas intimamente relacionado com o corpo e seus processos;
- é uma força ativa que ajuda a determinar o relacionamento da pessoa com o mundo que a cerca;
- mostra-se em padrões, isto é, através de características recorrentes e consistentes;
- expressa-se de diferentes maneiras - comportamento, pensamento e emoções.

Asendorpf complementa essa definição. Para ele personalidade são as particularidades pessoais duradouras, não patológicas e relevantes para o comportamento de um indivíduo em uma determinada população. Esta definição acrescenta àquela de Carver e Scheier alguns pontos importantes:
- Os traços de personalidade são relativamente estáveis no tempo;
- As diferenças interpessoais são variações frequentes e normais - o estudo das variações anormais é objeto da psicologia clínica (ver também transtorno mental e transtorno de personalidade);
- A personalidade é influenciada culturalmente. As observações da psicologia da personalidade são assim ligadas apenas à população em que foram feitas; para uma generalização de tais observações para outras populações é necessária uma verificação empírica.

## Etimologia
Latim personalitas

## Aspectos da personalidade
Personalidade é, como se viu, um conceito complexo, com várias facetas. A seguir serão apresentados alguns aspectos que costumam ser considerados como partes da personalidade ou que a influenciam de maneira especial. Os parágrafos individuais são apenas introduções mínimas aos assuntos relacionados e links são oferecidos para artigos onde cada um dos temas é tratado com mais profundidade.

### Forma física e personalidade
A relação entre forma física e personalidade estimula a imaginação de filósofos e pensadores desde a antiguidade. Kretschmer propôs nos anos 20 do século XX uma classificação dos tipos físicos que, supunha ele, estavam relacionados com diferentes transtornos mentais, posteriormente com diferentes temperamentos. Ele classifica três tipos físicos:
1. Tipo longilíneo ou leptossômico, de corpos delgados, ombros estreitos, peito aplainado, rosto alargado e estreito, membros longos e delgados. Teria uma maior tendência para a esquizofrenia e um temperamento mais sensível;
2. Tipo atlético ou muscular, de sistema ósseo e muscular desenvolvidos, ombros largos, cadeiras estreitas e pescoço grosso. Teria tendência para a epilepsia e um temperamento intermediário entre os outros dois;
3. Tipo brevelíneo ou pícnico, de rosto arredondado, abdome saliente, membros curtos. Tenderia à ciclotimia e a um temperamento mais tranquilo.

A relação correlativa entre essas características foi inicialmente empiricamente comprovada. Análises posteriores mais exatas, que levavam em conta outras variáveis - como a idade - e usavam métodos mais objetivos, acabaram por derrubar a teoria de Kretschmer.
No entanto a possibilidade de haver uma real relação entre forma física e características psicológicas não é improvável, mas não de maneira direta, como pensava Kretschmer. A forma física pode, através de um processo de autopercepção, ser considerada positiva ou negativa e, assim, influenciar a autoestima, influenciando assim os traços de comportamento; pode ainda ser influenciada pela percepção que a pessoa tem de si, influenciar os motivos e interesses da pessoa, influenciando assim também as tendências de comportamento da pessoa. No entanto não apenas a autopercepção pode influenciar a autoestima e os interesses de alguém; o juízo de outras pessoas e a reação destas desempenham também um importante papel nesse processo, de forma que as características de comportamento estáveis (assim a personalidade) são influenciadas indiretamente e de quatro maneiras diferentes pela forma física:
- Forma física → autopercepção → autoestima → comportamento;
- Forma física → autopercepção → interesses e motivos → comportamento;
- Forma física → juízo alheio (reação dos outros ao indivíduo) → autoestima → comportamento;
- Forma física → juízo alheio → interesses e motivos → comportamento.

### Temperamento
Temperamento designa as disposições do indivíduo ligadas à forma do comportamento, principalmente as ligadas aos "três As da personalidade": afetividade, ativação (excitação) e atenção.

### Competências ou habilidades
Competências ou habilidades são traços da personalidade que exprimem a capacidade de alguém de alcançar determinada realização ou desempenho.

#### Inteligência
Inteligência é um construto complexo que descreve a capacidade intelectual do indivíduo.

#### Criatividade
Criatividade, apesar ser um termo muito difundido e discutido, é um construto de difícil definição, porque cada autor parece defini-lo de uma maneira diferente. Alguns autores chegam mesmo a se perguntar se criatividade não seria um conjunto de traços de personalidade ao invés de um só. Guilford (1950) define criatividade como a capacidade de pensar divergentemente, ou seja, de encontrar soluções diferentes e novas para um problema, em oposição ao pensamento convergente que encontra soluções para problemas para os quais há apenas uma resposta correta. Já Russ (1993) trabalha com um conceito mais amplo, que inclui traços afetivos do indivíduo, como a tolerância de ambiguidade, a abertura diante de novas experiências, grande números de interesses e baixa tendência para o uso de mecanismos de defesa.

#### Competência social e inteligência emocional
O termo competência social, na psicologia do senso comum normalmente entendido como a capacidade de lidar com outras pessoas, é de difícil definição, por conter dois componentes distintos, que têm entre si uma correlação muito pequena: a capacidade de defender e/ou de impor os próprios interesses e a capacidade de construir relacionamentos.
Inteligência emocional é um termo problemático. Ele foi definido de diferentes formas por diferentes autores (Salovey & Mayer, 1990; Mayer et al. 2000; Van der Zee et al., 2002) e em todas as suas definições não representa uma atividade intelectual - ou seja, não corresponde à ideia de inteligência (ver acima). O termo "inteligência emocional" refere-se sobretudo a determinadas competências no lidar com emoções que, apesar de serem estáveis na personalidade do indivíduo, costumam variar de acordo com as emoções envolvidas - ou seja a pessoa pode saber lidar bem com a emoção medo, mas não com a raiva.

### Disposições ligadas àação

#### Necessidades, motivos e interesses
Enquanto "temperamento" refere-se à forma do comportamento ou da ação, necessidades, motivos e interesses dizem respeito à direção da ação, ou seja, aos seus objetivos - estando assim intimamente ligados à motivação. As pessoas variam com relação ao significado pessoal de diferentes necessidades, que determinam, por sua vez, suas ações e seu comportamento. Motivos são disposições ligadas ao valor atribuído às consequências dos atos - como por exemplo a "busca de sucesso" ou a "evitação de fracassos" podem ser fins mais ou menos desejáveis - e são fruto de uma interação entre necessidades e pressões externas. Interesses também incluem uma valoração, mas direcionadas para a ação em si, independente do resultado - por exemplo jogar xadrez ou escrever na Wikipédia podem ser consideradas ações mais ou menos agradáveis, independentemente do sucesso atingido.

#### Convicções ligadas à ação
Os motivos são, como visto, disposições ligadas ao valor dado às consequências de uma ação. Eles estão assim intimamente ligados às expectativas do indivíduo com relação a suas ações. Há diferentes estilos de expectativas (al. Erwartungsstile), como por exemplo é o caso de a pessoa ser mais ou menos pessimista ou otimista. Durante a realização de uma atividade agem os chamados mecanismos de controle da ação (al. Handlungskontrolle), que têm por objetivo, por assim dizer, proteger a ação contra intenções concorrentes. Aqui podem manifestar-se diferentes estilos de controle da ação. Por exemplo, pessoas perseverantes são capazes de "desligar" por algum tempo outras atividades a fim de alcançar um determinado resultado enquanto pessoas menos perseverantes distraem-se mais facilmente. Quando a ação atinge o seu resultado surgem juízos relacionados a sua causa: por que determinada coisa aconteceu? A esse tipo de juízo dá-se o nome de atribuição. Também quanto à atribuição há diferentes estilos - por exemplo algumas pessoas tendem a colocar a culpa sempre nos outros ou a se sentir sempre responsáveis. Esses três grupos de características da personalidade (estilos de expectativas, de controle da ação e de atribuição) foram chamados por Asendorpf convicções ligadas à ação (Handlungsüberzeugungen).
Um tipo especial de expectativas são as chamadas expectativas de autoeficácia, autoeficácia percebida ou ainda expectativas subjetivas de competência. Estes termos designam a expectativa que uma pessoa tem de ser capaz de realizar determinada tarefa. Esta característica da personalidade está intimamente ligada aos diferentes estilos de atribuição: uma pessoa que tende a se considerar incapaz de realizar um tarefa (ex. ser aprovado em um exame) irá, com maior probabilidade, considerar um sucesso (passar no vestibular) como obra do acaso do que uma realização pessoal.

#### Estilos de superação (coping)
O termo coping foi gerado no contexto da pesquisa sobre o estresse e designa os mecanismos que auxiliam o indivíduo a superar uma situação estressante. Lazarus (1966) diferencia entre dois tipos de coping: coping orientado para o problema, que é a busca de uma modificação da situação que causa o estresse, e coping intrapsíquico, que é praticamente uma mudança na maneira da pessoa lidar com a situação - quer por uma mudança na maneira de lidar com a situação ou com as emoções provocadas pela situação (ex. técnicas de relaxamento, tentativa de ver o lado positivo da situação, etc.). Por exemplo uma pessoa estressada por morar em más condições, em uma rua barulhenta e não conseguir dormir pode tentar resolver esse problema mudando de casa (coping orientado para o problema) ou, por exemplo, tentar aprender alguma forma de relaxar apesar do barulho ou começar a direcionar sua atenção para os bons amigos que moram no bairro e os bons momentos vividos na casa (coping intrapsíquico). Posteriormente um terceiro tipo de coping, o "coping por expressão emocional" foi acrescentado, que é uma mudança na forma da reação emocional ao estresse - ex. sorrir quando se está triste.
Essas três categorias de coping reúnem uma série de diferentes formas de lidar com uma situação de estresse. Dentre essas inúmeras formas o indivíduo tende a escolher e dar preferência a algumas - a esse traço da personalidade se dá o nome de "estilo de coping".

### Disposições ligadas à valoração (ou ao juízo de valor)
Temperamento, competências e as disposições ligadas à ação são traços de personalidade ligados ao comportamento. Um outro grupo de traços está ligado às particularidades da valoração ou do juízo de valor. Valorar um objeto da percepção ou imaginário é dar-lhe um valor e esse valor gera preferências - e estas podem tornar-se relevantes para o comportamento.

#### Postura
Por postura de valores (Werthaltungen) entende-se a tendência individual de se julgarem determinados objetivos (ex. liberdade, igualdade) ou disposições de ação (ex. honestidade, prestabilidade) como desejáveis ou indesejáveis. Entre os diferentes tipos de postura e as disposições de comportamento correspondentes há uma relação de correlação - ou seja, pessoas que valorizam novidades (postura) tendem a ser curiosas (disposição de comportamento); pessoas ansiosas (disposição de comportamento) costumam valorizar a segurança (postura).

#### Atitude
Atitude designa as particularidades individuais na valoração de objetos específicos, quer da percepção, quer da imaginação. As atitudes influenciam não o comportamento diretamente em uma dada situação, mas o comportamento em uma série de situações diferentes. Assim uma pessoa com uma atitude positiva com relação a uma alimentação saudável pode gostar de comer frituras (comportamento isolado), mas pode cozinhar ela própria, comprar alimentos naturais e integrais e fazer cursos sobre a alimentação (série de situações). Atitudes coletadas através de perguntas não influenciam o comportamento real quando tal comportamento é socialmente desejável ou indesejável. Assim, pessoas com atitudes preconceituosas contra um determinado grupo de pessoas talvez não se comporte de acordo com essa atitude por ser um tal comportamento socialmente condenado.
Como se vê, a principal diferença entre postura e atitude é o grau de abstração dos objetivos a que se referem, referindo-se a atitude a elementos mais concretos. No entanto a diferença entre "mais" e "menos" concreto é uma diferença quantitativa e assim a distinção entre as duas disposições nem sempre é clara.

### Disposições ligadas à própria pessoa
Disposições ligadas à própria pessoa referem-se à tendência de a pessoa ver e julgar a si mesma em determinadas situações. Tais disposições usam os conceitos de si-mesmo na primeira pessoa (Eu) e na terceira pessoa (Mim).
Eu designa a instância interna da pessoa que é responsável pela ação e pelo conhecimento; mim (inglês me) (ou si-mesmo quando dito na terceira pessoa) designa a parte interna da pessoa que é objeto do conhecimento, ou seja, aquilo que eu sei sobre mim.
Esse auto-conhecimento tem, por sua vez, duas parte: uma descritiva, a autoimagem, e outra valorativa, a autoestima (veja ambas abaixo).

#### "eu", "mim" e "autoimagem"
A autoimagem, essa descrição de si mesmo que cada um faz, é também disposicional, ou seja, é uma tendência relativamente estável que a pessoa tem de se ver de uma determinada maneira em determinadas situações. Ela é composta tanto de conhecimento universal, que diz respeito a todas as pessoas que são como eu (estudantes são críticos, brasileiros são simpáticos, etc.), como de conhecimento individual, ou seja, relativo somente a mim (eu tenho medo de altura, sou bom esportista, etc.). Como se vê esse conhecimento também é influenciado por preconceitos e ideias preconcebidas.

#### Autoestima
A autoestima, como parte valorativa do conhecimento de si mesmo, ou seja, o juízo que eu faço sobre mim mesmo, pode ser concebida como a atitude de uma pessoa sobre si mesma e assim também é uma característica da personalidade, se bem que menos estável do que a autoimagem por ser sensível a variações do humor. A autoestima é uma característica situação-específica, ou seja, ela varia de acordo com a situação: eu posso estar satisfeito comigo mesmo quando estou na universidade, mas insatisfeito quando estou na quadra de esportes.

#### Aspectos disposicionais da dinâmica da autoestima
Outros aspectos disposicionais ligados à autoestima são as chamadas cognições ligadas a si mesmo: autopercepção, a percepção do próprio corpo e do próprio comportamento; a memória de si, as recordações ligadas à própria pessoa e às experiências feitas no passado; o reflexo social, ou seja, a opinião que nós pensamos que outras pessoas têm a nosso respeito, e a comparação social, ou seja, a autoestima não é apenas baseada na nossa percepção de nós mesmo, mas também na percepção que nós fazemos dos outros a nosso redor. Um dos motivos mais descritos na literatura psicológica é o motivo de aumento da autoestima: todas as pessoas desejam ter uma autoestima positiva e têm assim uma tendência a se supervalorizar. Essa tendência é normal e saudável até um determinado ponto, em que passa a ser socialmente condenada. Nesse momento, caracterizado pela falta de empatia, hipersensibilidade com relação a críticas e variações do humor, essa tendência recebe o nome de narcisismo - mas não se trata ainda do transtorno de personalidade narcísico, mas ainda de uma variação normal da personalidade.
Um outro processo importante ligado ao conceito de si mesmo é a autorrepresentação. O sociólogo E. Goffman comparou o comportamento social a um teatro público, em que nós nos representamos a nós próprios. Essa representação tem um determinado fim: a administração da própria imagem, ou seja, cada um procura controlar a impressão que ele provoca sobre os outros.
Momentos há em que temos a nossa atenção voltada para nós mesmo. A esse estado normalmente curto dá-se o nome de autorreflexão (al. Selbstaufmerksamkeit). Alguns autores puseram-se a questão, se há uma disposição em direção a uma autoreflexão mais ou menos forte. A essa disposição Asendorpf deu o nome de autoconsciência (al. Selbstbewusstheit). Esta é por sua vez composta de três fatores (Feingstein et al., 1975): (i) autoconsciência privada, ou seja, a tendência de pensar muito sobre si mesmo; (ii) autoconsciência pública, em outras palavras, a tendência de se preocupar sobre a impressão que se causa sobre outros, e (iii) ansiedade social, que é a tendência a ter medo em situações sociais.

#### Bem-estar
O bem-estar designa a parte subjetiva da saúde mental. Apesar de ser também influenciado por fatores externos ao indivíduo e de suas capacidades, o bem-estar representa também um determinado traço da personalidade relativamente independente de tais fatores.

## Desenvolvimento da personalidade

### A estabilidade da personalidade
A pesquisa empírica conseguiu determinar quatro princípios para descrever a estabilidade dos traços de personalidade:
1. Quanto maior o intervalo entre a primeira e a segunda medição, maior a mudança - ou seja, os traços da personalidade se modificam com o passar do tempo;
2. Em diferentes áreas da personalidade a estabilidade também é diferente - por exemplo: durante a vida, a inteligência tem uma estabilidade muito alta; já o temperamento tem uma estabilidade mediana, enquanto a autoestima pode variar muito.
3. Muitos traços da personalidade são tanto mais instáveis quanto mais instável é o ambiente social - assim mudanças bruscas no ambiente podem trazer consigo mudanças na personalidade da pessoa;
4. Na infância, quanto mais cedo é feita a primeira medição, mais instáveis são os traços da personalidade - isto é, com o aumento da idade há uma tendência de estabilização das características da personalidade, se bem que na puberdade possa haver alguns momentos passageiros de instabilidade. Duas razões são apresentadas para esse aumento na estabilidade da personalidade:
  1. No decorrer do desenvolvimento a autoimagem torna-se cada vez mais estável - o conhecimento que a criança tem de si mesma cresce com o tempo e, se o ambiente for relativamente estável, também a estabilidade nas formas de reação a ele cresce;
  2. Com o aumento da idade aumenta também a possibilidade de a criança modificar o seu ambiente a fim de que ele se adapte à própria personalidade - a criança pode escolher as atividades que lhe agradam, os amigos, etc..

Não apenas os traços individuais tendem a se tornar cada vez mais estáveis - o perfil geral da personalidade também tende a uma crescente estabilidade.

## Ver também

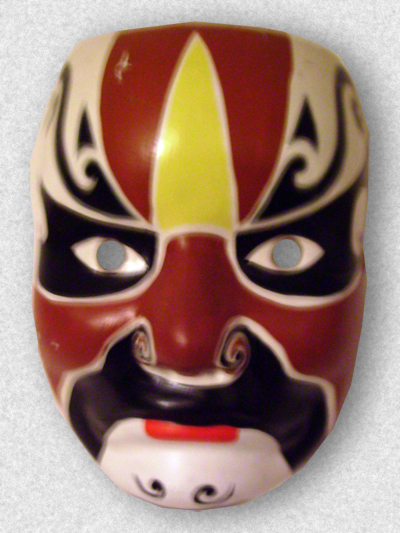
Máscara utilizada na ópera, China Beijing